# Liste der Nummer-eins-Hits in Österreich (2001)
Diese Liste enthält alle Nummer-eins-Hits in Österreich im Jahr 2001. Sie basiert auf den Top 75 der österreichischen Charts bei den Singles und bei den Alben. Es gab in diesem Jahr 14 Nummer-eins-Singles und 21 Nummer-eins-Alben.

## Singles
| ← 2000 ← | Liste der Nummer-eins-Hits in Österreich | Liste der Nummer-eins-Hits in Österreich | Liste der Nummer-eins-Hits in Österreich                                                                                        | 2002 →                    |
| \| Zeitraum \| Wo. ges. \| Interpret \| Titel Autor(en) \| Zusätzliche Informationen \| \| (Zeitraum, Wochen auf Platz eins, Interpret, Titel, Autor[en], zusätzliche Informationen) \| \| \| \| \| \| ----------------------------------------------------------------------------------------- \| -------- \| ------------------------------- \| ------------------------------------------------------------------------------------------------------------------------------- \| ------------------------- \| \| 17. November 2000 – 20. Januar 2001 9 Wochen \| 9 \| Gigi D’Agostino \| La Passion Musik: Luigino di Agostino, Paolo Sandrini; Text: Luigino di Agostino, Carlo Montagner \| – \| \| 21. Januar 2001 – 10. Februar 2001 3 Wochen \| 3 \| Eminem feat. Dido \| Stan Dido Armstrong, Paul Philip Herman, Marshall Mathers \| – \| \| 11. Februar 2001 – 24. Februar 2001 2 Wochen \| 2 \| Gigi D’Agostino & Albertino \| Super Musik: Luigino di Agostino, Paolo Sandrini; Text: Luigino di Agostino \| – \| \| 25. Februar 2001 – 7. April 2001 6 Wochen \| 6 \| No Angels \| Daylight in Your Eyes Anthony Michael Bruno, Tommy Byrnes, Paul Mihalitsianos \| – \| \| 8. April 2001 – 14. April 2001 1 Woche \| 1 \| Crazy Town \| Butterfly Michael Peter Balzary, Anthony Kiedis, Chad Gaylord Smith, John Anthony Frusciante, Bret H. Mazur, Seth Brooks Binzer \| – \| \| 15. April 2001 – 18. Mai 2001 5 Wochen \| 5 \| Wheatus \| Teenage Dirtbag Brendan Bernard Brown \| – \| \| 19. Mai 2001 – 15. Juni 2001 4 Wochen \| 4 \| Atomic Kitten \| Whole Again George Andrew McCluskey, Stuart Kershaw, Bill Padley, Jeremy Peter Godfrey \| – \| \| 16. Juni 2001 – 11. August 2001 8 Wochen \| 8 \| Shaggy feat. Rayvon \| Angel Steven Haworth Miller, Eddie Curtis, Ahmet Ertegun, Chip Taylor \| – \| \| 12. August 2001 – 25. August 2001 2 Wochen \| 2 \| Uncle Kracker \| Follow Me Matthew L. Shafer, Michael Bradford \| – \| \| 26. August 2001 – 22. September 2001 4 Wochen \| 4 \| Max Brothers feat. Kanui & Lula \| Oua Oua \| – \| \| 23. September 2001 – 6. Oktober 2001 2 Wochen \| 2 \| No Angels \| There Must Be an Angel (Playing with My Heart) Annie Lennox, David Alan Stewart \| – \| \| 7. Oktober 2001 – 1. Dezember 2001 8 Wochen \| 8 \| Kylie Minogue \| Can’t Get You Out of My Head Cathy Dennis, Robert Berkeley Davis \| – \| \| 2. Dezember 2001 – 15. Dezember 2001 2 Wochen \| 2 \| Afroman \| Because I Got High Joseph Foreman \| – \| \| 16. Dezember 2001 – 31. Januar 2002 7 Wochen \| 7 \| Bro’Sis \| I Believe Alex Jörg Christensen, Peter Könemann, Jens Klein, Clyde Joseph Ward \| – \| |                                          |                                          | |                           |
| ← 2000 |                                          |                                          | | → 2002 →                  |
| Zeitraum | Wo. ges.                                 | Interpret                                | Titel Autor(en) | Zusätzliche Informationen |
| (Zeitraum, Wochen auf Platz eins, Interpret, Titel, Autor[en], zusätzliche Informationen) |                                          |                                          | |                           |
| 17. November 2000 – 20. Januar 2001 9 Wochen | 9                                        | Gigi D’Agostino                          | La Passion Musik: Luigino di Agostino, Paolo Sandrini; Text: Luigino di Agostino, Carlo Montagner                               | –                         |
| 21. Januar 2001 – 10. Februar 2001 3 Wochen | 3                                        | Eminem feat. Dido                        | Stan Dido Armstrong, Paul Philip Herman, Marshall Mathers                                                                       | –                         |
| 11. Februar 2001 – 24. Februar 2001 2 Wochen | 2                                        | Gigi D’Agostino & Albertino              | Super Musik: Luigino di Agostino, Paolo Sandrini; Text: Luigino di Agostino                                                     | –                         |
| 25. Februar 2001 – 7. April 2001 6 Wochen | 6                                        | No Angels                                | Daylight in Your Eyes Anthony Michael Bruno, Tommy Byrnes, Paul Mihalitsianos                                                   | –                         |
| 8. April 2001 – 14. April 2001 1 Woche | 1                                        | Crazy Town                               | Butterfly Michael Peter Balzary, Anthony Kiedis, Chad Gaylord Smith, John Anthony Frusciante, Bret H. Mazur, Seth Brooks Binzer | –                         |
| 15. April 2001 – 18. Mai 2001 5 Wochen | 5                                        | Wheatus                                  | Teenage Dirtbag Brendan Bernard Brown                                                                                           | –                         |
| 19. Mai 2001 – 15. Juni 2001 4 Wochen | 4                                        | Atomic Kitten                            | Whole Again George Andrew McCluskey, Stuart Kershaw, Bill Padley, Jeremy Peter Godfrey                                          | –                         |
| 16. Juni 2001 – 11. August 2001 8 Wochen | 8                                        | Shaggy feat. Rayvon                      | Angel Steven Haworth Miller, Eddie Curtis, Ahmet Ertegun, Chip Taylor                                                           | –                         |
| 12. August 2001 – 25. August 2001 2 Wochen | 2                                        | Uncle Kracker                            | Follow Me Matthew L. Shafer, Michael Bradford                                                                                   | –                         |
| 26. August 2001 – 22. September 2001 4 Wochen | 4                                        | Max Brothers feat. Kanui & Lula          | Oua Oua | –                         |
| 23. September 2001 – 6. Oktober 2001 2 Wochen | 2                                        | No Angels                                | There Must Be an Angel (Playing with My Heart) Annie Lennox, David Alan Stewart                                                 | –                         |
| 7. Oktober 2001 – 1. Dezember 2001 8 Wochen | 8                                        | Kylie Minogue                            | Can’t Get You Out of My Head Cathy Dennis, Robert Berkeley Davis                                                                | –                         |
| 2. Dezember 2001 – 15. Dezember 2001 2 Wochen | 2                                        | Afroman                                  | Because I Got High Joseph Foreman                                                                                               | –                         |
| 16. Dezember 2001 – 31. Januar 2002 7 Wochen | 7                                        | Bro’Sis                                  | I Believe Alex Jörg Christensen, Peter Könemann, Jens Klein, Clyde Joseph Ward                                                  | –                         |

## Alben
| ← 2000 ← | Liste der Nummer-eins-Alben in Österreich | Liste der Nummer-eins-Alben in Österreich                        | Liste der Nummer-eins-Alben in Österreich | 2002 →                    |
| \| Zeitraum \| Wo. ges. \| Interpret \| Titel \| Zusätzliche Informationen \| \| (Zeitraum, Wochen auf Platz eins, Interpret, Titel, zusätzliche Informationen) \| \| \| \| \| \| ------------------------------------------------------------------------------ \| -------- \| ---------------------------------------------------------------- \| ------------------------------------- \| ------------------------- \| \| 26. November 2000 – 20. Januar 2001 8 Wochen \| 8 \| The Beatles \| 1 \| – \| \| 21. Januar 2001 – 3. Februar 2001 2 Wochen \| 2 \| Die Wiener Philharmoniker unter Leitung von Nikolaus Harnoncourt \| Neujahrskonzert 2001 \| – \| \| 4. Februar 2001 – 10. März 2001 5 Wochen \| 5 \| Eminem \| The Marshall Mathers LP \| – \| \| 11. März 2001 – 17. März 2001 1 Woche \| 1 \| Gigi D’Agostino \| Tecno fes Vol. 2 \| – \| \| 18. März 2001 – 24. März 2001 1 Woche \| 1 \| Dido \| No Angel \| – \| \| 25. März 2001 – 14. April 2001 3 Wochen (insgesamt 4) \| 4 \| No Angels \| Elle’ments \| – \| \| 15. April 2001 – 21. April 2001 1 Woche (insgesamt 2) \| 2 \| Rammstein \| Mutter \| – \| \| 22. April 2001 – 28. April 2001 1 Woche (insgesamt 4) \| 4 \| No Angels \| Elle’ments \| – \| \| 29. April 2001 – 5. Mai 2001 1 Woche (insgesamt 2) \| 2 \| Rammstein \| Mutter \| – \| \| 6. Mai 2001 – 13. Mai 2001 2 Wochen \| 2 \| Kurt Ostbahn & die Kombo \| Ohjo \| – \| \| 13. Mai 2001 – 26. Mai 2001 2 Wochen \| 2 \| Destiny’s Child \| Survivor \| – \| \| 27. Mai 2001 – 16. Juni 2001 3 Wochen \| 3 \| R.E.M. \| Reveal \| – \| \| 17. Juni 2001 – 30. Juni 2001 2 Wochen \| 2 \| Radiohead \| Amnesiac \| – \| \| 1. Juli 2001 – 8. September 2001 10 Wochen \| 10 \| Rainhard Fendrich \| Männersache \| – \| \| 9. September 2001 – 15. September 2001 1 Woche \| 1 \| HIM \| Deep Shadows and Brilliant Highlights \| – \| \| 16. September 2001 – 6. Oktober 2001 3 Wochen \| 3 \| (Soundtrack) \| Bridget Jones’ Diary \| – \| \| 7. Oktober 2001 – 13. Oktober 2001 1 Woche \| 1 \| Tracy Chapman \| The Collection \| – \| \| 14. Oktober 2001 – 20. Oktober 2001 1 Woche (insgesamt 2) \| 2 \| Enya \| A Day Without Rain \| – \| \| 21. Oktober 2001 – 27. Oktober 2001 1 Woche (insgesamt 2) \| 2 \| Kylie Minogue \| Fever \| – \| \| 28. Oktober 2001 – 3. November 2001 1 Woche (insgesamt 2) \| 2 \| Enya \| A Day Without Rain \| – \| \| 4. November 2001 – 10. November 2001 1 Woche (insgesamt 2) \| 2 \| Kylie Minogue \| Fever \| – \| \| 11. November 2001 – 17. November 2001 1 Woche \| 1 \| Lenny Kravitz \| Lenny \| – \| \| 18. November 2001 – 24. November 2001 1 Woche \| 1 \| Britney Spears \| Britney \| – \| \| 25. November 2001 – 1. Dezember 2001 1 Woche \| 1 \| Madonna \| GHV2 \| – \| \| 2. Dezember 2001 – 19. Januar 2002 7 Wochen \| 7 \| Robbie Williams \| Swing When You’re Winning \| – \| |                                           |                                                                  |                                           |                           |
| ← 2000 |                                           |                                                                  |                                           | → 2002 →                  |
| Zeitraum | Wo. ges.                                  | Interpret                                                        | Titel                                     | Zusätzliche Informationen |
| (Zeitraum, Wochen auf Platz eins, Interpret, Titel, zusätzliche Informationen) |                                           |                                                                  |                                           |                           |
| 26. November 2000 – 20. Januar 2001 8 Wochen | 8                                         | The Beatles                                                      | 1                                         | –                         |
| 21. Januar 2001 – 3. Februar 2001 2 Wochen | 2                                         | Die Wiener Philharmoniker unter Leitung von Nikolaus Harnoncourt | Neujahrskonzert 2001                      | –                         |
| 4. Februar 2001 – 10. März 2001 5 Wochen | 5                                         | Eminem                                                           | The Marshall Mathers LP                   | –                         |
| 11. März 2001 – 17. März 2001 1 Woche | 1                                         | Gigi D’Agostino                                                  | Tecno fes Vol. 2                          | –                         |
| 18. März 2001 – 24. März 2001 1 Woche | 1                                         | Dido                                                             | No Angel                                  | –                         |
| 25. März 2001 – 14. April 2001 3 Wochen (insgesamt 4) | 4                                         | No Angels                                                        | Elle’ments                                | –                         |
| 15. April 2001 – 21. April 2001 1 Woche (insgesamt 2) | 2                                         | Rammstein                                                        | Mutter                                    | –                         |
| 22. April 2001 – 28. April 2001 1 Woche (insgesamt 4) | 4                                         | No Angels                                                        | Elle’ments                                | –                         |
| 29. April 2001 – 5. Mai 2001 1 Woche (insgesamt 2) | 2                                         | Rammstein                                                        | Mutter                                    | –                         |
| 6. Mai 2001 – 13. Mai 2001 2 Wochen | 2                                         | Kurt Ostbahn & die Kombo                                         | Ohjo                                      | –                         |
| 13. Mai 2001 – 26. Mai 2001 2 Wochen | 2                                         | Destiny’s Child                                                  | Survivor                                  | –                         |
| 27. Mai 2001 – 16. Juni 2001 3 Wochen | 3                                         | R.E.M.                                                           | Reveal                                    | –                         |
| 17. Juni 2001 – 30. Juni 2001 2 Wochen | 2                                         | Radiohead                                                        | Amnesiac                                  | –                         |
| 1. Juli 2001 – 8. September 2001 10 Wochen | 10                                        | Rainhard Fendrich                                                | Männersache                               | –                         |
| 9. September 2001 – 15. September 2001 1 Woche | 1                                         | HIM                                                              | Deep Shadows and Brilliant Highlights     | –                         |
| 16. September 2001 – 6. Oktober 2001 3 Wochen | 3                                         | (Soundtrack)                                                     | Bridget Jones’ Diary                      | –                         |
| 7. Oktober 2001 – 13. Oktober 2001 1 Woche | 1                                         | Tracy Chapman                                                    | The Collection                            | –                         |
| 14. Oktober 2001 – 20. Oktober 2001 1 Woche (insgesamt 2) | 2                                         | Enya                                                             | A Day Without Rain                        | –                         |
| 21. Oktober 2001 – 27. Oktober 2001 1 Woche (insgesamt 2) | 2                                         | Kylie Minogue                                                    | Fever                                     | –                         |
| 28. Oktober 2001 – 3. November 2001 1 Woche (insgesamt 2) | 2                                         | Enya                                                             | A Day Without Rain                        | –                         |
| 4. November 2001 – 10. November 2001 1 Woche (insgesamt 2) | 2                                         | Kylie Minogue                                                    | Fever                                     | –                         |
| 11. November 2001 – 17. November 2001 1 Woche | 1                                         | Lenny Kravitz                                                    | Lenny                                     | –                         |
| 18. November 2001 – 24. November 2001 1 Woche | 1                                         | Britney Spears                                                   | Britney                                   | –                         |
| 25. November 2001 – 1. Dezember 2001 1 Woche | 1                                         | Madonna                                                          | GHV2                                      | –                         |
| 2. Dezember 2001 – 19. Januar 2002 7 Wochen | 7                                         | Robbie Williams                                                  | Swing When You’re Winning                 | –                         |

## Jahreshitparaden
| ← 2000 ← | Liste der Nummer-eins-Hits in Österreich | Liste der Nummer-eins-Hits in Österreich                                              | Liste der Nummer-eins-Hits in Österreich | 2002 →   |
| \| Singles \| Position# \| Alben \| \| ------------------------------------------------------------------------------------------------------------------------------------------------------- \| --------- \| ------------------------------------------------------------------------------------- \| \| Can’t Get You Out of My Head Kylie Minogue Cathy Dennis, Robert Berkeley Davis \| 1 \| 1 The Beatles \| \| Super Gigi D’Agostino & Albertino Musik: Luigino di Agostino, Paolo Sandrini; Text: Luigino di Agostino \| 2 \| Swing When You’re Winning Robbie Williams \| \| Daylight in Your Eyes No Angels Anthony Michael Bruno, Tommy Byrnes, Paul Mihalitsianos \| 3 \| Männersache Rainhard Fendrich \| \| Teenage Dirtbag Wheatus Brendan Bernard Brown \| 4 \| A Day Without Rain Enya \| \| Angel Shaggy feat. Rayvon Steven Haworth Miller, Eddie Curtis, Ahmet Ertegun, Chip Taylor \| 5 \| Elle’ments No Angels \| \| Stan Eminem feat. Dido Dido Armstrong, Paul Philip Herman, Marshall Mathers \| 6 \| Hybrid Theory Linkin Park \| \| Whole Again Atomic Kitten George Andrew McCluskey, Stuart Kershaw, Bill Padley, Jeremy Peter Godfrey \| 7 \| The Marshall Mathers LP Eminem \| \| Follow Me Uncle Kracker Matthew L. Shafer, Michael Bradford \| 8 \| Neujahrskonzert 2001 Die Wiener Philharmoniker unter Leitung von Nikolaus Harnoncourt \| \| Only Time Enya Musik: Eith Ní Bhraonáin, Nicholas Dominick Ryan; Text: Roma Shane Ryan \| 9 \| No Angel Dido \| \| Butterfly Crazy Town Seth Brooks Binzer, Bret H. Mazur, Doug Miller, Michael Peter Balzary, Anthony Kiedis, Chad Gaylord Smith, John Anthony Frusciante \| 10 \| Gorillaz \| |                                          |                                                                                       |                                          |          |
| ← 2000 |                                          |                                                                                       |                                          | → 2002 → |
| Singles | Position#                                | Alben                                                                                 |                                          |          |
| Can’t Get You Out of My Head Kylie Minogue Cathy Dennis, Robert Berkeley Davis | 1                                        | 1 The Beatles                                                                         |                                          |          |
| Super Gigi D’Agostino & Albertino Musik: Luigino di Agostino, Paolo Sandrini; Text: Luigino di Agostino | 2                                        | Swing When You’re Winning Robbie Williams                                             |                                          |          |
| Daylight in Your Eyes No Angels Anthony Michael Bruno, Tommy Byrnes, Paul Mihalitsianos | 3                                        | Männersache Rainhard Fendrich                                                         |                                          |          |
| Teenage Dirtbag Wheatus Brendan Bernard Brown | 4                                        | A Day Without Rain Enya                                                               |                                          |          |
| Angel Shaggy feat. Rayvon Steven Haworth Miller, Eddie Curtis, Ahmet Ertegun, Chip Taylor | 5                                        | Elle’ments No Angels                                                                  |                                          |          |
| Stan Eminem feat. Dido Dido Armstrong, Paul Philip Herman, Marshall Mathers | 6                                        | Hybrid Theory Linkin Park                                                             |                                          |          |
| Whole Again Atomic Kitten George Andrew McCluskey, Stuart Kershaw, Bill Padley, Jeremy Peter Godfrey | 7                                        | The Marshall Mathers LP Eminem                                                        |                                          |          |
| Follow Me Uncle Kracker Matthew L. Shafer, Michael Bradford | 8                                        | Neujahrskonzert 2001 Die Wiener Philharmoniker unter Leitung von Nikolaus Harnoncourt |                                          |          |
| Only Time Enya Musik: Eith Ní Bhraonáin, Nicholas Dominick Ryan; Text: Roma Shane Ryan | 9                                        | No Angel Dido                                                                         |                                          |          |
| Butterfly Crazy Town Seth Brooks Binzer, Bret H. Mazur, Doug Miller, Michael Peter Balzary, Anthony Kiedis, Chad Gaylord Smith, John Anthony Frusciante | 10                                       | Gorillaz                                                                              |                                          |          |